# Natrémie
La natrémie (de natrium (« sodium »), et -émie (de hémo-, « sang »)) est la concentration de sodium (Na) dans le plasma, elle témoigne de l'état d'hydratation du secteur intracellulaire (sauf cas particuliers). 

## Régulation dans l'organisme
- La grandeur régulée par l'organisme est une concentration : l'osmolalité efficace. Le sodium étant l'élément contribuant majoritairement à la genèse de l'osmolalité efficace, on peut assimiler la régulation de celle-ci à la régulation de la natrémie. (on rappelle que l'osmolalité efficace doit être égale dans tous les compartiments de l'organisme)

Ainsi on a dans l'organisme (formule valable pour chaque secteur) :
| {\displaystyle c={\frac {n}{V}}} | - {\displaystyle n\,} : quantité de matière osmotiquement active dans la solution (mmol) ; - {\displaystyle V\,} : volume d'eau (L) ; - {\displaystyle c\,} : osmolarité efficace en mmol/L d'eau. Équivaut ici à l’osmolalité, le solvant étant l’eau. |

- L'organisme régule la natrémie par l'intermédiaire du volume de l'eau grâce à l'hormone antidiurétique (ADH) et non la quantité de sodium. Ainsi, une augmentation de la natrémie déclenche une absorption d'eau libre au niveau rénal et par la soif en augmentant la sécrétion d'ADH. L'objectif est d'abaisser la natrémie vers une valeur normale. La situation inverse s'opère lors d'une diminution de la natrémie.

- L'eau est une molécule diffusible à travers les membranes de l'organisme et peut ainsi se répartir entre les secteurs intra et extra cellulaires pour assurer l'égalité de l'osmolalité efficace entre chaque secteur. Une hypernatrémie entraine donc un transfert d'eau des cellules vers le secteur extracellulaire (comprenant le sang et le secteur interstitiel) pour diluer ce secteur et ainsi abaisser la natrémie vers une valeur normale. On peut observer la situation inverse pour une hyponatrémie.

La natrémie est donc le reflet inverse de l'hydratation cellulaire (hors cas particuliers) : 
- hypernatrémie = déshydratation cellulaire
- hyponatrémie = hyperhydratation cellulaire

## Cas particuliers
Il existe deux cas où l'on observe une hyponatrémie associée à une déshydratation intracellulaire :
- L'apport d'une molécule osmotiquement active en grande quantité dans le secteur extracellulaire (glucose, mannitol, éthanol, méthanol, éthylène glycol)

⇒ La nouvelle substance sera responsable d'une augmentation de l'osmolalité efficace du secteur extracellulaire responsable d'un passage de l'eau des cellules vers ce secteur pour le diluer et assurer l'égalité de l'osmolalité efficace entre chaque secteur. Le sodium extracellulaire est lui aussi dilué induisant une hyponatrémie. 
- Une déplétion profonde en potassium responsable d'une baisse de l'osmolalité efficace du secteur intracellulaire.

⇒ Elle est responsable d'un passage de l'eau de ce secteur vers le milieu extracellulaire afin de concentrer le secteur intracellulaire et faire augmenter l'osmolalité efficace vers une valeur normale. Le sodium extracellulaire est alors dilué induisant une hyponatrémie.
Ces deux cas particuliers sont liés au fait qu'on ne peut plus assimiler la régulation de l'osmolalité efficace à une régulation de la natrémie, d'autres facteurs jouant un rôle dans la genèse de l'osmolalité efficace. 
Il existe un dernier cas particulier où l'on observe une hyponatrémie sans variation du volume intracellulaire :
- La grandeur régulée, l'osmolalité efficace est une concentration molale : quantité de matière par litre d'eau
- La grandeur mesurée, la natrémie, est une concentration molaire : quantité de matière par litre de plasma sanguin

| {\displaystyle cmolale={\frac {cmolaire}{F}}} | - {\displaystyle cosmolaire\,} : osmolarité efficace dans l'organisme en mmol/L de plasma sanguin - {\displaystyle cosmolale\,} : osmolalité efficace dans l'organisme en mmol/L d'eau - {\displaystyle F\,} : fraction aqueuse Φ du plasma sanguin |

L'osmolarité et l'osmolalité peuvent être assimilés dans la majorité des cas, la valeur normale de Φ étant de 0,93. La fraction non aqueuse de l'eau est constituée par les protéines et les lipides circulants. On peut observer qu'une augmentation de celle-ci (hyperprotidémie ou hypertriglycéridémie) entrainera une diminution de l'osmolarité efficace par diminution de Φ, sans modification de l'osmolalité. La différence devenue significative entre osmolarité et osmolalité obligera à assimiler cette fois la régulation de l'osmolarité efficace, et non plus de l'osmolalité efficace, à une régulation de la natrémie. L'augmentation de Φ est donc responsable d'une hyponatrémie sans transfert d'eau entre les deux secteurs car l'égalité de l'osmolalité efficace entre chaque secteur est préservée.
Il n'existe des cas particuliers que pour les hyponatrémies, une hypernatrémie étant toujours corrélée à une déshydratation intracellulaire.

## Utilisation clinique
- La mesure de la natrémie est demandée en routine avec le ionogramme sanguin pour apprécier l'état de l'hydratation intracellulaire du patient.
- En aucun cas la natrémie n'est le reflet du stock de sodium de l'organisme, celui-ci est apprécié par l'état de l'hydratation extracellulaire du patient.
- Les désordres de la natrémie (hypo et hypernatrémie) sont des troubles du bilan hydrique.
- La natrémie est un élément important pour l'étiologie de nombreuses maladies et pour la détection en association avec d'autres examens biologiques d'autres troubles hydroélectrolytiques.
- Valeur normale de la natrémie : 135 - 145 mmol/L